# Pogreb Atale (Girodet)
Pogreb Atale (francosko Atala au tombeau) je slika v olju na platnu iz leta 1808 francoskega slikarja Anne-Louis Girodet de Roussy-Triosona. Upodablja prizor iz romana Atala Francoisa-Renéja de Chateaubrianda, napisanega leta 1801. Navdihnjen s to tragično ljubezensko zgodbo, Girodet ujame njen dramatičen ton z združevanjem neoklasicističnih in romantičnih elementov, hkrati pa poudarja čutnost Ataline smrti.
Slika, ki je bila prvič javno prikazana v Salonu leta 1808, je bila dobro sprejeta. Nato ga je leta 1818 pridobil Ludvik XVIII. Danes je v muzeju Louvre v Parizu.

## Kontekst
Z odzivom na sekularizem francoske revolucije sta tako Chateaubriand kot Girodet prispevala k oživitvi krščanstva in v svoja dela vključila verske motive in ikonografijo.
Chateaubriandov roman Atala je bil del večjega projekta, Genij krščanstva (francosko Le Génie du Christianisme), napisanega kot obramba krščanstva, ki naj bi navdihnila umetnike in poudarila moralne ideale. Atala pripoveduje zgodbo o krščanskem dekletu Atali, ki se je zaljubila v Indijanca Natchez Chatcasa. Vendar to ogroža njeno obveznost izpolnjevanja zaobljube čistosti. Atala se končno odloči, da se bo zastrupila kot rešitev boja med ljubeznijo in dolžnostmi svoje vere. Zgodba je imela takojšen vpliv na umetnike. Salon iz leta 1802 je predstavil dve sliki, ki ju je neposredno navdihnil roman Atala. Njegov ogromen vpliv se je ohranil v naslednjega pol stoletja, saj je bilo od leta 1802 do 1848 na podlagi romana ustvarjenih še osemnajst slik. Girodet je bil najpomembnejši umetnik, ki je prevzel Chateaubriandova besedila v tistem času.
Na Girodetov slog je vplival njegov učitelj, neoklasicistični slikar Jacques-Louis David, vendar je imel tudi elemente zgodnje romantike. Z odstopanjem od klasičnih, junaških prizorov, ki prevladujejo v Davidovih delih, je Girodet v svoji umetnosti bolj poudarjal čustva, individualnost in domišljijo. Ko se je Girodet za navdih obrnil k renesančnim temam in sodobni literaturi, so ga hitro pritegnili močni občutki, ki so bili prisotni v Chateaubriandovi Atali.

## Opis
Na sliki so tri različne figure, postavljene pred obokom. V središču slike je Atala oblečena v bel pogrebni prt z glavo obrnjeno proti gledalcu. Drži razpelo in ima roke v kretnji, podobni molitvi. Na njeni desni strani stoji moški v halji, ki predstavlja lik očeta Aubryja v romanu. Oče Aubry, stari duhovnik, je opravil zadnje obrede, ko je Atala umrla v Chactasovem naročju. Stoji v grobu in dviguje zgornjo polovico Atalinega telesa, kot da bi jo hotel spustiti v grob. Neoblečen mladenič levo od Atale je Chactas, ki se močno oklepa Atalinih nog na robu.
V ozadju slike je gozd in v daljavi križ, postavljen proti svitu. Lopata v ospredju aludira na kopanje groba. Poleg tega so na steni jame vpisane besede, citirane iz Jobove knjige v francoščini, ki se prevajajo kot »Uvelela sem kot roža. Usahnila sem kot trava na polju«.
Na tej sliki kompozicija omejuje gledalce znotraj sten jame. Davidov vpliv na Girodeta je prikazan z vključevanjem neoklasicistične težnje po osredotočenju na hipnost trenutka, ki je na videz zamrznjen v času. Vendar pa se Girodet distancira tudi od neoklasicistične tradicije in dodaja elemente romantike. Figure izrazito izražajo občutek žalosti in poudarjajo Girodetov poudarek na individualnosti. Luč na Atali dodatno poudarja čutnost trenutka ter dodaja poetičen in erotičen ton. Girodet poudarja podobne romantične elemente izvirnosti, individualnosti in domišljije v mnogih svojih delih, vključno z Endimionovim snom in Ossian sprejema duhove francoskih junakov.
- Girodet, Endimionov sen, 1791
- Girodet, Ossian sprejema duhove francoskih junakov, 1802